# Serge von Bubnoff
Serge von Bubnoff, född 15 juli 1888, död 16 november 1957, var en tysk geolog av rysk börd.
Bubnoff blev 1921 docent i Breslau, extraordinarie professor där 1925 och 1929 ordinarie professor i Greifswald. I Bubnoffs stora författarskap märks främst sammanfattande översiktsarbeten, huvudsakligen inom den regionala geologin, som Die Grundlagen der Deckentheorie in den Alpen (1921), Geologie von Europa (3 band, 1926-1936). På den regionalaa geologins och geoteknikens områden utförde Bubnoff flera specialarbeten. Tillsammans med sina lärjungar ägnade han gränsområdena mellan Fennoskandias randzoner och den ryska plattan särskild uppmärksamhet. Även inom den ekonomiska geologin var han verksam med arbeten som Die Kohlenlagerstätten Russlands und Sibiriens (1923) och Deutschlands Steinkohlenfelder (1926). Av allmänt ämne var Grundprobleme der Geologie (1931). Bubnoff utgav från 1938 Geologische Jahresberichte.